# Roy Helge Olsen
Roy Helge Olsen (Kristiansand, 1965. január 19. –) norvég nemzetközi labdarúgó-játékvezető.

## Pályafutása

### Nemzeti játékvezetés
A játékvezetői vizsgát 1979-ben szerezte meg, pályafutása során hazája legfelső szintű labdarúgó-bajnokságának játékvezetője lett. Első ligás mérkőzéseinek száma: 226.

#### Nemzeti kupamérkőzések
Vezetett Kupa-döntők száma: 2.

##### Norvég Kupa
A norvég JB elismerve szakmai felkészültségét több alkalommal megbízta a döntő találkozó koordinálásával.
| Időpont | Helyszín               | Mérkőzés típusa | Mérkőzés               | Eredmény | Nézők száma |
| ------- | ---------------------- | --------------- | ---------------------- | -------- | ----------- |
| 1991.   | Ullevaal Stadion, Oslo | döntő           | Strømsgodset–Rosenborg | 3 : 2    | 27 240      |
| 1997.   | Ullevaal Stadion, Oslo | döntő           | Vålerenga–Strømsgodset | 3 : 2    | 22 678      |

### Nemzetközi játékvezetés
A Norvég labdarúgó-szövetség Játékvezető Bizottsága (JB) 1992-ben terjesztette fel nemzetközi játékvezetőnek, a Nemzetközi Labdarúgó-szövetség (FIFA) bíróinak keretébe. Több nemzetek közötti válogatott és klubmérkőzést vezetett. A norvég nemzetközi játékvezetők rangsorában, a világbajnokság-Európa-bajnokság sorrendjében többedmagával a 13. helyet foglalja el 2 találkozó szolgálatával. Az aktív nemzetközi játékvezetéstől 2002-ben búcsúzott. Nemzetközi mérkőzéseinek száma: 28.

#### Világbajnokság
A világbajnoki döntőhöz vezető úton Dél-Koreába és Japánba a XVII., a 2002-es labdarúgó-világbajnokságra a FIFA JB bíróként alkalmazta.
| Időpont         | Helyszín                              | Mérkőzés típusa           | Mérkőzés                          | Eredmény | Nézők száma |
| --------------- | ------------------------------------- | ------------------------- | --------------------------------- | -------- | ----------- |
| 2001. június 2. | Nuevo Carlos Tartiere Stadion, Oviedo | előselejtező (7. csoport) | Spanyolország–Bosznia-Hercegovina | 4 : 1    | 27 000      |

#### Európa-bajnokság
Az európai-labdarúgó torna döntőjéhez vezető úton Belgiumba és Hollandiába a XI., a 2000-es labdarúgó-Európa-bajnokságra az UEFA JB játékvezetőként foglalkoztatta.
| Időpont           | Helyszín                       | Mérkőzés típusa           | Mérkőzés       | Eredmény | Nézők száma |
| ----------------- | ------------------------------ | ------------------------- | -------------- | -------- | ----------- |
| 1998. október 14. | Lansdowne Road Stadion, Dublin | előselejtező (8. csoport) | Írország–Málta | 5 : 0    | 34 500      |